# Sandwichkind
Ein Sandwichkind (auch Mittelkind und Dazwischenkind) ist ein Kind, das sowohl wenigstens ein älteres als auch ein jüngeres Geschwister hat.
In der Geschwisterforschung wird untersucht, inwieweit die Geschwisterfolge sich auf die Persönlichkeit der einzelnen Kinder auswirkt. Die Ergebnisse sind keinesfalls eindeutig, mitunter auch gegensätzlich. Vor allem das Geschlecht der Geschwister und der zeitliche Abstand zueinander sowie der sozial-kulturelle Hintergrund in der Familie sind sehr entscheidende Faktoren.
Mittelkinder nehmen als Nachgeborene den Part des jüngeren Geschwisters ein, bis sie ihn wieder an das nachfolgende Kind verlieren, ohne die Stellung des älteren Geschwisters einnehmen zu dürfen (nur selten wird diese frei). Anders als der Erstgeborene müssen sie von Geburt an um die Aufmerksamkeit der Eltern konkurrieren, verlieren aber den Sonderstatus des jüngsten Kindes an das „Nesthäkchen“ mit dessen Geburt.
Mittelkinder befinden sich oft in der Ambivalenz entweder „zu klein“ oder „zu groß“ für viele Dinge zu sein, was mitunter aber auch von diesen als relativ praktisch angesehen und entsprechend ausgebaut wird.